# Stelletta splendens
Stelletta splendens är en svampdjursart som beskrevs av Tanita 1965. Stelletta splendens ingår i släktet Stelletta och familjen Ancorinidae. Inga underarter finns listade i Catalogue of Life.